# 蒙古道元山遗址
蒙古道元山遗址，位于中国青海省湟源县和平乡蒙古道村，为青海省市县级文物保护单位，公布日期为1987年4月27日，类型为古遗址。
蒙古道元山遗址的历史年代为卡约文化。